# NGC 164
NGC 164 ist eine Spiralgalaxie vom Hubble-Typ Sa im Sternbild Fische auf der Ekliptik. Sie ist etwa 272 Millionen Lichtjahre von der Milchstraße entfernt, mit einem Durchmesser von ca. 30.000 Lichtjahren.
Im selben Himmelsareal befinden sich u. a. die Galaxien NGC 182, NGC 186, NGC 194, NGC 198.
Das Objekt wurde am 3. August 1864 von dem deutschen Astronomen Albert Marth entdeckt.